# ENFOPOL
ENFOPOL (das Kürzel Enfopol steht für Enforcement Police) ist die Bezeichnung einer Reihe von Arbeitspapieren zur Überwachung der Telekommunikation innerhalb der Europäischen Union. Die Enfopol-Papiere basieren auf der Arbeit einer Arbeitsgruppe des FBI und werden von der Arbeitsgruppe K4 „Polizeiliche Zusammenarbeit“ erstellt. Sie wurden am 3. Mai 1999 durch das Europäische Parlament verabschiedet.

## Ratsarbeitsgruppe
ENFOPOL ist ebenfalls der Name einer Arbeitsgruppe des EU-Ministerrats, die neue Vorschläge zu einer Überwachung des Telekommunikationsverkehrs und zu Beschränkungen des Fernmeldegeheimnisses erarbeitet und den EU-Innen- und Justizministerien vorlegt. Das ENFOPOL-Grundsatzpapier entspricht zu großen Teilen der deutschen Telekommunikations-Überwachungsverordnung (TKÜV) und sieht Lauschangriffe bei der Satellitenkommunikation, auf das Internet, auf Paging-Dienste, auf Mobil- und Festnetztelefone sowie Mobiltelefonkarten vor. Dabei soll ein einfacher Gerichtsbeschluss im Staat des abhörenden Amtes ausreichen, um im gesamten Gebiet der ENFOPOL-Vertragsstaaten zu lauschen. Durch zusätzliche bilaterale Abkommen wären Abrufe automatisiert und innerhalb weniger Sekunden machbar.
Hintergrund ist auch hier eine europaweite Harmonisierung der polizeilichen Praxis in Bereich der Überwachung der neueren Technologien, insbesondere ISDN über GPRS, UMTS, TETRA bis hin zu E-Mail- oder Message-Diensten, auch wenn eine solche Ratsentschließung für die Mitgliedstaaten aufgrund nationaler Überwachungsbestimmungen noch nicht rechtsverbindlich ist, zumal allerorts erhebliche datenschutz- und verfassungsrechtliche Bedenken geäußert werden. Bundesdatenschutzbeauftragte Joachim Jacob warnte in einem Tätigkeitsbericht, dass eine Vorratsspeicherung aller personenbezogenen Daten aus elektronischer Kommunikation offensichtlich unverhältnismäßig wäre und unzumutbaren Überwachungsdruck auf Einzelpersonen erzeugen.